# Кассіфона
Кассіфона ([kəˈsɪfəniː]; дав.-гр. Κασσιφόνη, трансліт. Кассіфона, латиніз. братовбивця) — другорядна фігура грецької міфології, дочка богині-чарівниці Цирцеї та героя Троянської війни Одіссея. Кассіфона згадується в епічній поемі «Одіссея», яка розповідає про пригоди Одіссея, проте її ім'я побіжно трапляється у творах приписують Одіссею та його різним зв'язкам, Кассіфона серед них єдина жінка елліністичного поета Лікофрона та візантійського вченого XII століття Іоанна Цецеса.

## Етимологія
Ім'я Кассіфона є складним словом, варіантом Kasiphone, що перекладається як «братовбивця» від слів κάσις (kásis) означає і «брат/сестра», і φόνος (phónos) означає «вбивство, ненавмисне вбивство».

## Сім'я
Кассіфона — дочка Одіссея та богині-чарівниці Цирцеї, яку він зустрів під час своєї десятирічної подорожі додому після падіння та пограбування Трої. Хоча в різних джерелах Одіссею приписують численних дітей, Кассіфона — єдина відома донька.

## Міфологія
Кассіфона згадується в незрозумілих рядках у творі елліністичного поета Лікофрона «Александра» з поясненням, наданим у коментарі візантійського вченого ХІІ століття Іоанна Цецеса, який єдиний згадує її ім'я. Ймовірно, її образ виник у пізню класичну або елліністичну епоху як доповнення до міфу про Телегона, сина Одіссея та Цирцеї. Лікофрон пише:
Коли він помре, Перге, пагорб Тірренський, прийме його прах у землі Гортинській; коли, видихнувши життя своє, він оплакуватиме долю сина і дружини, яку вб'є її чоловік, а сам піде в Аїд, перерізавши горло рукою сестри своєї, рідної сестри Глаукона і Апсірта.
За словами Цецеса, Кассіфона — дочка Одіссея і Цирцеї, з якою він провів разом один рік під час своїх подорожей, щоб повернутися додому на Ітаку після закінчення Троянської війни. За сюжетом «Телегонії»,  втраченого продовження «Одіссеї», рідний брат Кассіфони Телегон вирушив на пошуки батька, прибув на Ітаку й, не впізнавши Одіссея, випадково його вбив. Тоді Телегон одружився з вдовою Одіссея Пенелопою, а Цирцея взяла шлюб з Телемахом, сином Одіссея від Пенелопи.
За Лікофроном і Цецесом, Цирцея використала свою силу, щоб повернути Одіссея до життя, і він продовжив одружувати Кассіфону з Телемахом, який був її зведеним братом. Після сварки з Цирцеєю Телемах у гніві вбив її, оскільки вона намагалася ним керувати. Це спонукало Кассіфону вбити Телемаха, щоб помститися за свою вбиту матір. Одіссей вдруге помер, не витримавши горя після цих подій.
Інший запис у схолії Цезаря стверджує, що Цирцея повернула Одіссея до життя за допомогою зілля, а потім одружила Телегона з Пенелопою, а Телемаха з Кассіфоною на Островах Блаженних, ймовірно, щоб утримати Одіссея при собі.

## Культура
Кассіфона не згадується в джерелах, старіших за Лікофрона, проте, ймовірно, була відома його сучасникам. Вона могла походити з втраченого твору більш раннього трагіка. Можливо, ім’я Кассіфони з’явилося пізніше як прізвисько через її роль у міфі, а спершу вона називалася Антіклея — на честь бабусі по батьківській лінії.

## Уточнення
1. ↑  Одіссей.
2. ↑  Телемах.
3. ↑  Кірка.
4. ↑  Кассіфона.
5. ↑  Глаук і Абсірт - двоюрідні брати Кассіфони, сини Пасіфая і Еета відповідно, повних братів і сестер Цирцеї. Всі троє - діти бога сонця Геліоса та німфи океаніди Персеї.[6]
6. ↑  Через нечіткість написаного Лікофроном, здається, що він пише, що Телемах убив «власну» дружину (якою може бути лише Цирцея), а потім сам був убитий донькою дружини. З більшою ясністю Цецес пише, що він убив свою тещу.[9]
7. ↑  Як зазначає Белл, це «видатний подвиг», враховуючи, що в усіх інших текстах Цирцея є безсмертною богинею.[10]